# Coptodon rendalli
Coptodon rendalli — вид окунеподібних риб родини цихлових (Cichlidae).

## Поширення
Досить поширений вид у річках та озера Африки. У багатьох регіонах інтрудукований як цінна їстівна риба.

## Опис
Риба виростає до 45 см завдовжки, таможе важити до 2,5 кг. Висота тіла становить від 42,2 до 49,4 % від стандартної довжини, а голова займає від 31,1 % до 37,5 % від стандартної довжини. Голова і плавці оливково-зелені зверху і бліді з боків. Як і всі представники роду Coptodon, його груди і живіт забарвленні в червоний колір. Оливково-зелений спинний плавець має червоний край і білі та сірі плями на м'якому відділі.